# Астраханские туркмены
Астраха́нские туркме́ны, также туркме́ны Ата́ла или туркме́ны-игды́ры  (туркм. Аталың түркменлери, Игдир-Түркмен) — тюркский народ численностью свыше 2 тысяч человек, постоянно проживающий на территории современной Астраханской области России c 1793 года. Относятся к этнографической группе туркмен. Астраханские туркмены проживают в основном в селениях Верхнее и Нижнее Фунтово, Атал, Яксатово, посёлке Вахитово (ныне в составе Советского района города Астрахани), в районе станции Линейное,  отдельные семьи также можно встретить в самой Астрахани, в Ашхабаде и других городах Туркменистана, куда они иногда выезжают на заработки в сфере нефтегазодобычи.

## Родовое деление и расселение
Сегодня неассимилированные астраханскими татарами, казахами и/или ногайцами туркмены проживают компактно лишь в сёлах Фунтово (Фунтово-1 и Фунтово-2) и Атал Приволжского района Астраханской области. Благодаря высокой рождаемости у селян, численность астраханских туркмен в области удвоилась в советский период, достигнув 2,3 тыс. человек по переписи 1989 года. Родоплеменное деление в среде астраханских туркмен сохранялось до середины XX века. Астраханские туркмены-игдыры составляют основное население (81 %) села Атал Астраханской области России. Общая численность их в этом населённом пункте составляет 520 человек (2010 год, перепись). B Фунтово живут туркмены-абда́лы. Общее количество туркмен в области по переписи 2010 года составило 2286 человек.

## История
Уже в 1653 году русские письменные источники фиксируют появление мангышлакских туркмен на правом берегу Волги, куда они прикочевали как вассалы некогда могущественных калмыцких ханов (с 1609 года). Впрочем тогда эта группа откочевала в ставропольские степи, где на её основе сформировались нынешние трухмены, численностью порядка 15 тыс. человек (2010 год, перепись).
Основная часть современных астраханских туркмен являются потомками туркмен-игдыр, переселившихся в 1793 гг. с полуострова Мангышлак, отделившись от туркменского племени игдыр, вместе с племенами човдур и союнаджи. Их ряды продолжали пополняться отдельными кочевыми туркменскими семьями вплоть до 1813 года, когда, по свидетельству П. И. Небольсина, в низовьях Волги поселилась последняя группа из 600 мангышлакских туркмен. Своих земель для выпаса скота в низовьях Волги поначалу не имели, но им их в аренду предоставили ногайцы-карагаши. В языке и культуре астраханских туркмен отмечаются несколько слоёв заимствований ногайского, татарского и русского происхождения.
В селе Атал живут, как отмечалось выше, туркмены-игдыры. В связи с этим, здесь присутствуют пять родовых делений (рув): мамыт, гоклер, тевер, голдаглы, ягшыходжа. Кроме этого, род мамыт подразделяется на гара-мамыт и ак-мамыт, гоклер - на геок, гызыл и хырык мерген. Все семьи игдырского происхождения принадлежат к одному из вышеперечисленных родов. Каждый из родов имеет свой отличительный знак (тамга).
Тамга являлась не только отличительным знаком одного представителя рода от другого, а также находила своё применение во многих аспектах быта туркмен Атала. Например, чтобы отличить своё стадо скота от чужого, на ухо животного прикреплялась бирка из дерева, с выжженной на нем тамгой. В нынешнее время тамга утратила своё отличительное свойство, и со временем многие жители забывают свой родовой знак:
- Мамыт
- Гоклер
- Тевер
- Голдаглы
- Ягшыходжа

## Язык
Туркмены-игдыры разговаривают на игдырском диалекте туркменского языка. Игдырский диалект туркмен Атала во многом схож со ставропольским диалектом туркмен, так называемым трухменским языком. Различия возникают лишь в фонетическом составе слов и некоторые расхождения в лексике, но они не значительны.

## Культурное наследие
В память о многовековой истории туркмен на территории области на карте в г. Астрахань имеется ул Турменская Ленинский района и Туркменский переулок Советского района г. Астрахань, а в сквере Астраханского государственного университета (АГУ) был также поставлен памятник классику туркменской поэзии, философу и просветителю Махтумкули Фраги.